# Лехтонен, Йоэль
Йо́эль Ле́хтонен (фин. Joel Lehtonen; 27 ноября 1881, пос. Хаукиниеми, Сяминге, Великое княжество Финляндское — 20 ноября 1934, Хуопалахти, Финляндия) — финский писатель, переводчик, литературный критик, журналист.

## Биография
Родился 27 ноября 1881 года в посёлке Хаукиниеми близ Сяамики, в Великом княжестве Финляндском. Его детство прошло без отца, мать страдала психическим заболеванием, в связи с чем он был усыновлён. Это дало ему возможность изучать литературу в Хельсинкском университете, но университет он так и не закончил.
В 1904 году начал своё творчество в стиле неоромантизма, но после гражданской войны в Финляндии, его произведения проникнуты пессимизмом и скептицизмом.
Покончил жизнь самоубийством 20 ноября 1934 года в Хуопалахти, в Финляндии.